# Skogsjön, Hälsingland
Skogsjön är en sjö i Hudiksvalls kommun i Hälsingland och ingår i Delångersåns huvudavrinningsområde. Sjön är 10,5 meter djup, har en yta på 0,897 kvadratkilometer och befinner sig 80,1 meter över havet. Sjön avvattnas av vattendraget Klubboån (Svedjaån).

## Delavrinningsområde
Skogsjön ingår i det delavrinningsområde (685009-154258) som SMHI kallar för Utloppet av Skogsjön. Medelhöjden är 91 meter över havet och ytan är 4,33 kvadratkilometer. Räknas de 25 avrinningsområdena uppströms in blir den ackumulerade arean 116,97 kvadratkilometer. Klubboån (Svedjaån) som avvattnar avrinningsområdet har biflödesordning 2, vilket innebär att vattnet flödar genom totalt 2 vattendrag innan det når havet efter 51 kilometer. Avrinningsområdet består mestadels av skog (53 procent) och jordbruk (12 procent). Avrinningsområdet har 0,88 kvadratkilometer vattenytor vilket ger det en sjöprocent på 20,4 procent.